# Нью-Провиденс (Нью-Джерси)
Нью-Провиденс (англ. New Providence) — боро на северо-западе округа Юнион штата Нью-Джерси в США. Населённый пункт расположен на реке Пассейик и граничит с тауншипом Чатем округа Моррис. По данным переписи населения США 2020 года, в боро проживает 13 650 человек, на 1 479 (12,2 %) больше чем в 2010 году.
В Нью-Провиденсе расположена большая часть района Марри-Хилл (Murray Hill). Сервисы NJ Transit доступны на станциях New Providence и Murray Hill.

## История
В 1664 году, Яков II купил землю, на которой позже будет расположен Нью-Провиденс, у корренных американцев Ленопе. Первыми европейскими поселенцами стали пуритане в 1720 году. Их поселение изначально называлось "Turkey" (Индейка) или "Turkey Town" (Город Индеек) из-за большого количества диких индеек. Населенному пункту было присвоено название Нью-Провиденс (Новое Провидение) когда в 1759 году балкон местной пресвитерианской церкови обрушился, не принося травм прихожанам, что было посчитано божественным чудом.
Нью-Провиденс получил статус боро в 14 марта 1899 года, когда он отделился от тауншипа Нью-Провиденс.
Долгое время в боро была запрещена продажа алкогольных напитков в ресторанах, однако употребление и розничная продажа были разрешены. Первые лицензии на ликёр были выданы в 2015 году с целью использования прибыли для улучшения общественного досуга.
Действие фильма Win Win происходит в старшей школе Нью-Провиденс. Фильм создан бывшыми учениками этой школы, Томом Маккарти и Джо Тибони.

### Достопримечательности
- Лаборатория Nokia Bell Labs находится в районе Марри-Хилл. Она известна многими научными достижениями, включая радиоастрономию, транзистор, лазер и фотоэлемент, и девятью Нобелевскими премиями.[17]
- В центре города расположена историческая пресветерианская церковь.
- Торговый центр Village Shopping Center занимает большую часть центрального района.
- На парковке католической церкви и школы Our Lady of Peace проходит ежегодная весенняя развлекательная ярмарка.
- Музей Салт Бокс (Salt Box Museum), построенный в 18 веке, находится на 1350 Спрингфилд Авеню.[18]

## География
По данным бюро переписи населения США, площадь Нью-Провиденс составляет 9,61 км2, из которых 9,55 км2 — земля, и 0,05 км2 — вода. 
Боро граничит с Беркли-Хайтс на юго-западе и Саммитом, который находится в округе Юнион, на востоке. На севере пролегает река Пассейик, создавая границу между Нью-Провиденс и тауншипом Чатам округа Моррис.